# Saison 1999-2000 du Stade rennais FC
Maillots
Chronologie
Saison précédente Saison suivante
La saison 1999-2000 du Stade rennais football club débute le 17 juillet 1999 avec la match aller du troisième tour de la Coupe Intertoto, pour se terminer le 13 mai 2000 avec la dernière journée du Championnat de France de Division 1.
Le Stade rennais FC est également engagé en Coupe de France et en Coupe de la ligue.

## Résumé de la saison
Après son excellente saison 1998-1999, le Stade rennais version Pinault doit confirmer les bonnes dispositions entrevues pour la première année de Paul Le Guen comme entraîneur. Le club devient lui officiellement la propriété du Groupe Pinault, qui contrôle début juillet les deux tiers des parts de la SAOS nouvellement créée. 
Sur le plan sportif, le principal départ de l'intersaison est celui du doyen de l'effectif, Laurent Huard. Le Fougerais rejoint Sedan, promu dans l'élite, de même qu'Eddy Capron. Nicolas Goussé quitte également le club, quand Tony Heurtebis, qui a perdu sa place de titulaire la saison passée au profit de Christophe Revault, est prêté à un autre promu, Troyes. Le recrutement réalisé mise principalement sur la jeunesse, avec les arrivées de Christian Bassila, El-Hadji Diouf et Julien Escudé. Les transferts de l'international Franck Gava et du gardien niortais Grégory Malicki complètent le tableau.
La saison débute très tôt avec les premiers tours de la Coupe Intertoto. Pour son entrée en lice dans la compétition, le Stade rennais débute bien mal en concédant la défaite sur le terrain de l'Austria Lustenau, modeste club autrichien. Au retour heureusement, le but marqué à Lustenau par la recrue El-Hadji Diouf se révèle décisif : une victoire 1 - 0 grâce à un but de Yoann Bigné permet de décrocher la qualification pour le tour suivant. Opposé ensuite à l'Austria Vienne, le SRFC croit assurer sa qualification dès le match aller, remporté 2 - 0 route de Lorient. Mais en Autriche, il ne faut qu'une mi-temps aux Viennois pour refaire leur retard. C'est en toute fin de match, et malgré l'expulsion de Diatta, que les Bretons arrachent leur qualification, en parvenant à revenir au score.
Le résultat positif obtenu par Paul Le Guen et ses hommes est crucial. En éliminant l'Austria Vienne, ils gagnent le droit d'affronter en finale la prestigieuse Juventus et ses stars, au premier rang desquels figurent Zinédine Zidane et Alessandro Del Piero. Le match aller, disputé en Italie, ne laisse guère d'espoirs de qualification aux Rennais, dont le portier Grégory Malicki (qui garde les buts en l'absence de Christophe Revault, gravement blessé à la fin de la saison précédente) doit s'incliner par deux fois sur deux réalisations de Filippo Inzaghi. Au retour, disputé dans un stade de la route de Lorient en travaux, qui accueille 11 500 spectateurs seulement, mais qui aurait sans doute pu en abriter bien plus si l'offre de billets avait été supérieure, les Rennais font mieux que résister. Diouf ouvre la marque à la 20e minute de jeu, mais Antonio Conte, à la suite d'un coup franc, tue tout suspens en marquant de la tête quelques minutes plus tard. Le but marqué en seconde mi-temps par Gianluca Zambrotta, qui donne l'avantage à la Juve, est anecdotique quant à la qualification. Dans les arrêts de jeu, Shabani Nonda sauve néanmoins l'honneur rennais en égalisant (2 - 2).
De retour au train-train du championnat après cette courte expérience européenne, le Stade rennais s'y montre beaucoup moins convaincant que la saison précédente. Malgré un Shabani Nonda toujours aussi efficace, les Rennais ratent leur début de saison, et pointent même à la dernière place du classement à l'issue de la 9e journée et d'un déplacement calamiteux à l'AS Nancy-Lorraine. Expulsé lors de ce match, Grégory Malicki y perd définitivement sa place de titulaire au profit du jeune Fabien Debec, qui assure alors l'intérim jusqu'au retour de Revault. Irréguliers, les Rennais vont pourtant remonter rapidement la pente, mettant à profit une série de huit matchs sans défaite pour remonter à une inespérée cinquième place.
Cette embellie n'est cependant que de courte durée, et quelques défaites plus tard le Stade rennais retrouve une place au milieu de tableau qu'il garde jusque mi-avril. Entretemps, il est rapidement éliminé de la Coupe de la ligue par le FC Sochaux-Montbéliard, et parvient jusqu'en quarts de finale de la Coupe de France, son meilleur parcours depuis 1988-1989. Pour y parvenir, les « Rouge et Noir » avaient éliminé trois clubs de rang inférieur, dont deux clubs de D2 : Châteauroux et Lorient. En quart de finale, le hasard réserve un match difficile aux Rennais, disputé sur la pelouse du FC Nantes. L'Argentin Nestor Fabbri ouvre le score en première mi-temps avant que Christophe Le Roux n'égalise à la 79e minute. À la toute fin de la prolongation, c'est Antoine Sibierski qui donne la victoire aux Canaris, qui soulèveront la coupe quelques semaines plus tard.
Sorti des deux coupes nationales, en dehors de la course aux places européennes en championnat, le SRFC n'a plus que son maintien à assurer. À court de souffle au bout d'une saison à rallonge, et malgré le renfort de Jocelyn Gourvennec en janvier, qui retrouve le club qui l'a révélé et qu'il a quitté quatre ans et demi plus tôt, le Stade rennais sombre lors des dernières journées. Défait successivement par Bastia, Montpellier, Troyes et Auxerre, il voit la zone de relégation se rapprocher à grands pas, et n'est que premier non-relégable à l'aube de la dernière journée. Séparé de l'AS Nancy-Lorraine par un petit point seulement, le SRFC doit l'emporter face à Metz pour ne pas dépendre des autres résultats. Fort heureusement, et malgré une première mi-temps vierge de buts, le Stade rennais assure l'essentiel dès le début de la seconde période. Yoann Bigné ouvre le score, avant que Christophe Le Roux n'assure définitivement la victoire rennaise devant des Messins démobilisés. Le maintien du club breton est donc assuré, mais non sans frayeur. Quant aux bonnes dispositions entrevues la saison précédente, elle n'aura jamais reçu de confirmation en 1999-2000.

## Transferts en 1999-2000
| Nom                     | Nationalité   | Provenance/Destination    |
| Été 1999                |               |                           |
| Arrivées                |               |                           |
| Mickaël Bailly          | France        | Formé au club             |
| Christian Bassila       | France        | Olympique lyonnais        |
| Lamine Diatta           | Sénégal       | Olympique de Marseille    |
| El-Hadji Diouf          | Sénégal       | FC Sochaux-Montbéliard    |
| Jean-Félix Dorothée     | France        | Formé au club             |
| Julien Escudé           | France        | AS Cannes                 |
| Franck Gava             | France        | AS Monaco                 |
| Grégory Malicki         | France        | Chamois Niortais FC       |
| Christophe Meslin       | France        | Pacy VEF                  |
| Amadou Makhtar N'Diaye  | Sénégal       | Formé au club             |
| Départs                 |               |                           |
| Eddy Capron             | France        | CS Sedan-Ardennes         |
| Édouard Cissé           | France        | Paris SG (retour de prêt) |
| Jean-Claude Darcheville | France        | FC Lorient                |
| Nicolas Goussé          | France        | FC Metz                   |
| Tony Heurtebis          | France        | A Troyes AC (prêt)        |
| Laurent Huard           | France        | CS Sedan-Ardennes         |
| Abdelkrim Jinani        | Maroc         | SR Delémont               |
| Éli Kroupi              | Côte d'Ivoire | FC Lorient                |
| Régis Le Bris           | France        | Stade lavallois           |
| Cédric Rémy             | France        | FC Martigues              |
| Youssef Rossi           | Maroc         | NEC Nimègue (prêt)        |
| Ronan Salaün            | France        | Nîmes Olympique           |
| Patrick Weiser          | Allemagne     | VfL Wolfsburg             |
| Hiver 1999-2000         |               |                           |
| Arrivées                |               |                           |
| Mickaël Citony          | France        | AS Cannes                 |
| Jocelyn Gourvennec      | France        | Montpellier HSC           |
| Départs                 |               |                           |
| Philippe Brinquin       | France        | Le Havre AC               |
| Grégory Malicki         | France        | US Créteil (prêt)         |

## L'effectif de la saison
| Poste¹ | Nat.² | Nom                    | Naissance         | Sélection³ | Championnat | Championnat | Coupe France | Coupe France | Coupe Ligue | Coupe Ligue | Intertoto | Intertoto   | Total Saison | Total Saison | Notes                            |
| Poste¹ | Nat.² | Nom                    | Naissance         | Sélection³ | M           | But inscrit | M            | But inscrit  | M           | But inscrit | M         | But inscrit | M            | But inscrit  | Notes                            |
| ------ | ----- | ---------------------- | ----------------- | ---------- | ----------- | ----------- | ------------ | ------------ | ----------- | ----------- | --------- | ----------- | ------------ | ------------ | -------------------------------- |
| D      | FRA   | Dominique Arribagé     | 11 mai 1971       | -          | 24          | 0           | 4            | 0            | 1           | 0           | 0         | 0           | 29           | 0            |                                  |
| A      | FRA   | Mickaël Bailly         | 1er mars 1978     | -          | 1           | 0           | 0            | 0            | 0           | 0           | 0         | 0           | 1            | 0            |                                  |
| A      | FRA   | Cédric Bardon          | 15 octobre 1976   | -          | 27          | 4           | 2            | 1            | 1           | 0           | 3         | 0           | 33           | 5            |                                  |
| M      | FRA   | Christian Bassila      | 5 octobre 1977    | -          | 23          | 1           | 1            | 0            | 0           | 0           | 5         | 1           | 29           | 2            |                                  |
| M      | FRA   | Yoann Bigné            | 23 août 1977      | -          | 27          | 1           | 4            | 0            | 1           | 0           | 6         | 1           | 38           | 2            |                                  |
| D      | FRA   | Philippe Brinquin      | 2 juin 1971       | -          | 2           | 0           | 0            | 0            | 0           | 0           | 3         | 0           | 5            | 0            | Transféré au Havre en janvier    |
| A      | FRA   | Mickaël Citony         | 21 août 1980      | -          | 2           | 0           | 0            | 0            | 0           | 0           | 0         | 0           | 2            | 0            | Arrive de Cannes en janvier      |
| G      | FRA   | Fabien Debec           | 18 janvier 1976   | -          | 8           | 0           | 0            | 0            | 0           | 0           | 0         | 0           | 8            | 0            |                                  |
| D      | SEN   | Lamine Diatta          | 2 juillet 1975    | A          | 33          | 3           | 3            | 3            | 1           | 0           | 3         | 0           | 40           | 6            |                                  |
| A      | SEN   | El-Hadji Diouf         | 15 janvier 1981   | A          | 28          | 1           | 3            | 1            | 1           | 0           | 6         | 2           | 38           | 4            |                                  |
| D      | FRA   | Jean-Luc Dogon         | 13 octobre 1967   | A          | 10          | 0           | 0            | 0            | 0           | 0           | 4         | 0           | 14           | 0            |                                  |
| D      | FRA   | Jean-Félix Dorothée    | 2 octobre 1981    | -          | 2           | 0           | 0            | 0            | 0           | 0           | 0         | 0           | 2            | 0            |                                  |
| D      | FRA   | Julien Escudé          | 17 août 1979      | -          | 21          | 0           | 2            | 0            | 1           | 0           | 0         | 0           | 24           | 0            |                                  |
| M      | FRA   | Fabrice Fernandes      | 12 mars 1979      | -          | 17          | 1           | 2            | 0            | 0           | 0           | 2         | 0           | 21           | 1            |                                  |
| M      | FRA   | Franck Gava            | 3 février 1970    | A          | 18          | 1           | 0            | 0            | 0           | 0           | 5         | 0           | 23           | 1            |                                  |
| M      | FRA   | Jocelyn Gourvennec     | 22 mars 1972      | A'         | 9           | 0           | 3            | 1            | 0           | 0           | 0         | 0           | 12           | 1            | Arrive de Montpellier en janvier |
| M      | FRA   | Stéphane Grégoire      | 2 février 1968    | -          | 34          | 3           | 4            | 1            | 1           | 0           | 5         | 0           | 44           | 4            |                                  |
| A      | FRA   | Benoît Le Bris         | 1er décembre 1976 | -          | 6           | 1           | 1            | 0            | 0           | 0           | 4         | 0           | 11           | 1            |                                  |
| M      | FRA   | Christophe Le Roux     | 7 mars 1969       | -          | 27          | 6           | 4            | 1            | 1           | 0           | 5         | 1           | 37           | 8            |                                  |
| G      | FRA   | Grégory Malicki        | 23 novembre 1973  | -          | 9           | 0           | 0            | 0            | 0           | 0           | 6         | 0           | 15           | 0            | Prêté à Créteil en janvier       |
| A      | FRA   | Christophe Meslin      | 13 juillet 1977   | -          | 1           | 0           | 2            | 0            | 0           | 0           | 0         | 0           | 3            | 0            |                                  |
| M      | SEN   | Amadou Makhtar N'Diaye | 31 décembre 1981  | A          | 12          | 2           | 0            | 0            | 1           | 0           | 4         | 0           | 17           | 2            |                                  |
| A      | RDC   | Shabani Nonda          | 6 mars 1977       | A          | 30          | 16          | 4            | 1            | 1           | 0           | 6         | 2           | 41           | 19           |                                  |
| G      | FRA   | Christophe Revault     | 22 mars 1972      | A'         | 18          | 0           | 4            | 0            | 1           | 0           | 0         | 0           | 23           | 0            |                                  |
| D      | FRA   | Anthony Réveillère     | 10 novembre 1979  | -          | 16          | 0           | 4            | 0            | 0           | 0           | 3         | 0           | 23           | 0            |                                  |
| D      | FRA   | David Sommeil          | 10 août 1974      | -          | 30          | 1           | 4            | 1            | 1           | 0           | 6         | 0           | 41           | 2            |                                  |
| M      | FRA   | Cyril Yapi             | 18 février 1980   | -          | 11          | 0           | 1            | 0            | 1           | 0           | 3         | 1           | 16           | 1            |                                  |

- 1 : G, Gardien de but ; D, Défenseur ; M, Milieu de terrain ; A, Attaquant
- 2 : Nationalité sportive, certains joueurs possédant une double-nationalité
- 3 : sélection la plus élevée obtenue

## Les rencontres de la saison

### Liste
| Match | Date         | Compétition       | Tour              | Adversaire          | Lieu ¹ | Score    | Class.   | Buteurs pour le Stade rennais          |
| ----- | ------------ | ----------------- | ----------------- | ------------------- | ------ | -------- | -------- | -------------------------------------- |
| 1     | 17 juillet   | Coupe Intertoto   | 3e tour aller     | Lustenau            | E      | 1–2      | 1–2      | Diouf                                  |
| 2     | 24 juillet   | Coupe Intertoto   | 3e tour retour    | Lustenau            | D      | 1–0      | 1–0      | Bigné                                  |
| 3     | 28 juillet   | Coupe Intertoto   | 1/2 finale aller  | Austria Vienne      | D      | 2-0      | 2-0      | Bassila Yapi                           |
| 4     | 31 juillet   | Division 1        | 1                 | Metz                | E      | 0–0      | 11       |                                        |
| 5     | 4 août       | Coupe Intertoto   | 1/2 finale retour | Austria Vienne      | E      | 2–2      | 2–2      | Le Roux Nonda                          |
| 6     | 7 août       | Division 1        | 2                 | Paris SG            | D      | 1–3      | 16       | Diatta                                 |
| 7     | 10 août      | Coupe Intertoto   | Finale aller      | Juventus            | E      | 0–2      | 0–2      |                                        |
| 8     | 15 août      | Division 1        | 3                 | Lyon                | E      | 2-2      | 16       | Bassila Nonda                          |
| 9     | 20 août      | Division 1        | 4                 | Bordeaux            | D      | 2–1      | 12       | Diouf Saveljić (csc)                   |
| 10    | 24 août      | Coupe Intertoto   | Finale retour     | Juventus            | D      | 2–2      | 2–2      | Diouf Nonda                            |
| 11    | 28 août      | Division 1        | 5                 | Strasbourg          | E      | 1–2      | 15       | Nonda                                  |
| 12    | 12 septembre | Division 1        | 6                 | Monaco              | D      | 2-1      | 10       | da Costa (csc) Nonda                   |
| 13    | 19 septembre | Division 1        | 7                 | Nantes              | E      | 0–3      | 13       |                                        |
| 14    | 26 septembre | Division 1        | 8                 | Marseille           | D      | 1–2      | 15       | Gava                                   |
| 15    | 2 octobre    | Division 1        | 9                 | Nancy               | E      | 0–3      | 18       |                                        |
| 16    | 13 octobre   | Division 1        | 10                | Sedan               | D      | 5–0      | 15       | N'Diaye Bardon Fernandes Nonda Le Roux |
| 17    | 16 octobre   | Division 1        | 11                | Le Havre            | E      | 1–0      | 10       | Deloumeaux (csc)                       |
| 18    | 23 octobre   | Division 1        | 12                | Saint-Étienne       | D      | 4-1      | 8        | Nonda Grégoire Diatta                  |
| 19    | 31 octobre   | Division 1        | 13                | Lens                | E      | 1-1      | 10       | Nonda                                  |
| 20    | 6 novembre   | Division 1        | 14                | Bastia              | D      | 0-0      | 9        |                                        |
| 21    | 10 novembre  | Division 1        | 15                | Montpellier         | E      | 2–1      | 8        | Nonda Grégoire                         |
| 22    | 19 novembre  | Division 1        | 16                | Troyes              | D      | 2–2      | 5        | Nonda Grégoire                         |
| 23    | 27 novembre  | Division 1        | 17                | Auxerre             | D      | 1-0      | 5        | Bardon                                 |
| 24    | 5 décembre   | Division 1        | 18                | Paris SG            | E      | 0-1      | 8        |                                        |
| 25    | 11 décembre  | Division 1        | 19                | Lyon                | D      | 1-2      | 9        | Bardon                                 |
| 26    | 17 décembre  | Division 1        | 20                | Bordeaux            | E      | 0–1      | 10       |                                        |
| 27    | 8 janvier    | Coupe de la ligue | 1/16 finale       | Sochaux (D2)        | E      | 0-2      | 0-2      |                                        |
| 28    | 12 janvier   | Division 1        | 21                | Strasbourg          | D      | 2-1      | 8        | Le Roux Bardon                         |
| 29    | 15 janvier   | Division 1        | 22                | Monaco              | E      | 1-3      | 9        | Le Roux                                |
| 30    | 21 janvier   | Coupe de France   | 1/32 finale       | Châteauroux (D2)    | D      | 2-0      | 2-0      | Grégoire Bardon                        |
| 31    | 26 janvier   | Division 1        | 23                | Nantes              | D      | 0-0      | 10       |                                        |
| 32    | 2 février    | Division 1        | 24                | Marseille           | E      | 1–1      | 10       | Nonda                                  |
| 33    | 5 février    | Division 1        | 25                | Nancy               | D      | 3-1      | 9        | Sommeil Nonda                          |
| 34    | 12 février   | Coupe de France   | 1/16 finale       | Les Herbiers (CFA2) | E      | 4-0      | 4-0      | Nonda Gourvennec Diouf Diatta          |
| 35    | 16 février   | Division 1        | 26                | Sedan               | E      | 1-2      | 11       | Diatta                                 |
| 36    | 26 février   | Division 1        | 27                | Le Havre            | D      | 2–1      | 9        | N'Diaye Le Bris                        |
| 37    | 3 mars       | Coupe de France   | 1/8 finale        | Lorient (D2)        | D      | 3-2      | 3-2      | Diatta Sommeil                         |
| 38    | 11 mars      | Division 1        | 28                | Saint-Étienne       | E      | 0–1      | 10       |                                        |
| 39    | 19 mars      | Coupe de France   | 1/4 finale        | Nantes              | E      | 1-2 a.p. | 1-2 a.p. | Le Roux                                |
| 40    | 26 mars      | Division 1        | 29                | Lens                | D      | 3-0      | 8        | Nonda Le Roux                          |
| 41    | 8 avril      | Division 1        | 30                | Bastia              | E      | 2–4      | 10       | Nonda Le Roux                          |
| 42    | 15 avril     | Division 1        | 31                | Montpellier         | D      | 1–3      | 10       | Nonda                                  |
| 43    | 29 avril     | Division 1        | 32                | Troyes              | E      | 0-1      | 14       |                                        |
| 44    | 4 mai        | Division 1        | 33                | Auxerre             | E      | 0-4      | 15       |                                        |
| 45    | 13 mai       | Division 1        | 34                | Metz                | D      | 2–0      | 13       | Bigné Le Roux                          |

- 1 N : terrain neutre ; D : à domicile ; E : à l'extérieur ; drapeau : pays du lieu du match international

## Bilan des compétitions
| Compétition       | Vainqueur final                             | Débute au tour | Place ou tour final | Première rencontre | Dernière rencontre | Nombre |
| ----------------- | ------------------------------------------- | -------------- | ------------------- | ------------------ | ------------------ | ------ |
| Coupe Intertoto   | Juventus Montpellier HSC West Ham United FC | 3e tour        | Finaliste           | 17 juillet 1999    | 10 août 1999       | 6      |
| Division 1        | AS Monaco                                   | 1re journée    | 13e                 | 31 juillet 1999    | 13 mai 2000        | 34     |
| Coupe de la ligue | FC Gueugnon                                 | 1/16 de finale | 1/16 de finale      | 8 janvier 2000     | 8 janvier 2000     | 1      |
| Coupe de France   | FC Nantes Atlantique                        | 1/32 de finale | 1/4 de finale       | 21 janvier 2000    | 19 mars 2000       | 4      |

### Division 1

#### Classement
| Rang | Équipe    | Pts | J  | G  | N  | P  | Bp | Bc | Diff |
| ---- | --------- | --- | -- | -- | -- | -- | -- | -- | ---- |
| 10   | Bastia    | 45  | 34 | 11 | 12 | 11 | 43 | 39 | +4   |
| 11   | Metz      | 44  | 34 | 9  | 17 | 8  | 38 | 33 | +5   |
| 12   | Nantes    | 43  | 34 | 12 | 7  | 15 | 39 | 40 | -1   |
| 13   | Rennes    | 43  | 34 | 12 | 7  | 15 | 44 | 48 | -4   |
| 14   | Troyes    | 43  | 34 | 13 | 4  | 17 | 36 | 52 | -16  |
| 15   | Marseille | 42  | 34 | 9  | 15 | 10 | 45 | 45 | 0    |
| 16   | Nancy     | 42  | 34 | 11 | 9  | 14 | 43 | 45 | -2   |

- 16 : Relégation en Division 2

#### Résultats
| Total | Total | Total | Total | Total | Total | Total | Total | Domicile | Domicile | Domicile | Domicile | Domicile | Domicile | Extérieur | Extérieur | Extérieur | Extérieur | Extérieur | Extérieur |
| J     | G     | N     | P     | Bp    | Bc    | Diff  | Pts   | G        | N        | P        | Bp       | Bc       | Diff     | G         | N         | P         | Bp        | Bc        | Diff      |
| ----- | ----- | ----- | ----- | ----- | ----- | ----- | ----- | -------- | -------- | -------- | -------- | -------- | -------- | --------- | --------- | --------- | --------- | --------- | --------- |
| 34    | 12    | 7     | 15    | 44    | 48    | -4    | 43    | 10       | 3        | 4        | 32       | 18       | +14      | 2         | 4         | 11        | 12        | 30        | -18       |

#### Résultats par journée
| Journée   | 01 | 02 | 03 | 04 | 05 | 06 | 07 | 08 | 09 | 10 | 11 | 12 | 13 | 14 | 15 | 16 | 17 | 18 | 19 | 20 | 21 | 22 | 23 | 24 | 25 | 26 | 27 | 28 | 29 | 30 | 31 | 32 | 33 | 34 |
| --------- | -- | -- | -- | -- | -- | -- | -- | -- | -- | -- | -- | -- | -- | -- | -- | -- | -- | -- | -- | -- | -- | -- | -- | -- | -- | -- | -- | -- | -- | -- | -- | -- | -- | -- |
| Terrain   | E  | D  | E  | D  | E  | D  | E  | D  | E  | D  | E  | D  | E  | D  | E  | D  | D  | E  | D  | E  | D  | E  | D  | E  | D  | E  | D  | E  | D  | E  | D  | E  | E  | D  |
| Résultats | N  | D  | N  | V  | D  | V  | D  | D  | D  | V  | V  | V  | N  | N  | V  | N  | V  | D  | D  | D  | V  | D  | N  | N  | V  | D  | V  | D  | V  | D  | D  | D  | D  | V  |
| Points    | 1  | 1  | 2  | 5  | 5  | 8  | 8  | 8  | 8  | 11 | 14 | 17 | 18 | 19 | 22 | 23 | 26 | 26 | 26 | 26 | 29 | 29 | 30 | 31 | 34 | 34 | 37 | 37 | 40 | 40 | 40 | 40 | 40 | 43 |
| Place     | 11 | 16 | 16 | 12 | 15 | 10 | 13 | 15 | 18 | 15 | 10 | 8  | 10 | 9  | 8  | 5  | 5  | 8  | 9  | 10 | 8  | 9  | 10 | 10 | 9  | 11 | 9  | 10 | 8  | 10 | 10 | 14 | 15 | 13 |

Source : Liste des rencontres

Terrain : D = Domicile ; E = Extérieur. Résultat: D = Défaite ; N = Nul ; V = Victoire.